# Szyfrowanie od końca do końca
Szyfrowanie od końca do końca (ang. end-to-end encryption, E2EE) – system komunikacji, w którym wyłącznie osoby komunikujące się (tzw. punkty końcowe komunikacji) mogą odczytać wiadomości w formie jawnej, a potencjalni podsłuchiwacze, w tym dostawcy Internetu czy twórcy komunikatora, nie mogą uzyskać dostępu do kluczy szyfrujących potrzebnych do odszyfrowania konwersacji.
Szyfrowanie od końca do końca ma na celu zapobieganie odczytaniu oraz modyfikacji danych przez osoby inne niż nadawca i odbiorca. Wiadomości są szyfrowane przez nadawcę, a strona trzecia nie ma możliwości ich odszyfrowania i przechowuje je w postaci zaszyfrowanej. Odbiorcy pobierają zaszyfrowane dane i odszyfrowują je samodzielnie.
Ponieważ żadna osoba trzecia nie może odszyfrować przekazywanych lub przechowywanych danych, twórcy oprogramowania stosującego takie szyfrowanie nie są w stanie przekazać władzom treści wiadomości swoich klientów w formie jawnej.

## Szyfrowanie E2E a prywatność
W wielu systemach przesyłania wiadomości, w tym w poczcie elektronicznej i wielu komunikatorach internetowych, wiadomości przechodzą przez serwery pośredników i są przechowywane przez stronę trzecią, od której są pobierane przez odbiorcę. W wielu z nich wiadomości szyfrowane są wyłącznie w drodze od nadawcy do serwerów komunikatora oraz od serwerów komunikatora do adresata (szyfrowany jest wyłącznie ruch pomiędzy nimi), a zatem są dostępne dla usługodawcy.
Umożliwia to na przykład wyszukiwanie tekstu w konwersacjach lub skanowanie w poszukiwaniu nielegalnych lub nieodpowiednich treści, ale oznacza także, że wszystkie wiadomości mogą być odczytane przez usługodawcę. Taki dostęp może być postrzegany jako ryzyko, jeśli prywatność i poufność informacji jest szczególnie istotna – m.in. w przypadku komunikacji na tyle ważnych, aby stały się celem hakowania lub inwigilacji, negocjacji biznesowych oraz danych związanych ze zdrowiem lub o małoletnich.
Pomimo zalet płynących z zastosowania E2EE, używanie takiego sposobu komunikacji samo w sobie nie gwarantuje zachowania pełnej prywatności i bezpieczeństwa danych.

## Kontrowersje
W 2022 roku brytyjskie ministerstwo spraw wewnętrznych poparło kampanię No Place to Hide, mającą na celu zatrzymanie wprowadzenia bardziej prywatnych komunikatorów społecznościowych. Według twórców kampanii, Facebook powinien porzucić plany wprowadzenia szyfrowania end-to-end w swojej aplikacji Messenger, ponieważ taka technologia pomaga ukrywać przypadki pedofilii.
W odpowiedzi na tę kampanię, urząd ochrony danych stwierdził, że technologia szyfrowania end-to-end poprawia bezpieczeństwo dzieci w Internecie, chroniąc ich prywatne dane przed nieuprawnionym dostępem. Opozycję wobec E2EE urząd uznał za nieuzasadnioną, a debatę publiczną na ten temat – za stronniczą, wskazując, że istnieją inne możliwości znalezienia potencjalnych sprawców.